# Society for the Study of Muslim Ethics
The Society for the Study of Muslim Ethics (SSME) ist eine akademische Gesellschaft, die die wissenschaftliche Arbeit in der Islamischen Ethik und die Beziehung der islamischen Ethik zu anderen ethischen Traditionen fördert.
Die Non-Profit-Organisation ist 2009 aus einer Arbeitsgruppe für islamische Ethik hervorgegangen, die 2003 in der Society of Christian Ethics gegründet wurde. Mitglied sind Fakultäten, Hochschullehrer und Studenten an Universitäten, Hochschulen und theologischen Schulen, hauptsächlich in den Vereinigten Staaten. Zusammen mit der Society of Christian Ethics und der Society of Jewish Ethics wird in jährlichem Turnus eine Konferenz organisiert.